# Trelleborg
Pour l’article homonyme, voir Trelleborg (homonymie).
Trelleborg est une ville de Suède, chef-lieu de la commune de Trelleborg dans le comté de Scanie. Elle compte 28 290 habitants en 2010. Il s'agit de la ville la plus méridionale de Suède.

## Histoire

### Création
Le fort de Trelleborg a été édifié vers 975, à l'Âge des Vikings, par le roi Harald à la Dent bleue. Les forteresses, où vivaient des soldats et leurs familles, sont abandonnées après une vingtaine d’années. D'après l’archéologue Søren Sindbaek, de l’Université d’Aarhus : "C’est ce qui arrive à beaucoup d’installations militaires à travers le temps : elles semblent être une bonne idée, leur construction paraît même relever de l’urgence à un moment donné puis les choses changent et d’un coup, elles ne servent plus à rien".

### Bourg
En 1257, la ville est devenue un bourg et une plaque tournante pour la pêche au hareng de la région et le commerce avec les villes hanséatiques du nord de l’Allemagne.

### Suède
Trelleborg fut bientôt reprise par les Danois, avant de devenir définitivement suédoise en 1658 (Traité de Roskilde), comme du reste toute la Scanie.
Trelleborg avait perdu son statut de ville au mois d'avril 1619, et ne retrouva une charte qu'en 1867.

### Découverte du site
Le site de Trelleborg est découvert en 1934 alors que des habitants voulaient transformer le lieu en circuit de courses de motos.
Le fort est reconstruit à partir de 1994. Cette forteresse viking de Scanie suédoise est la cinquième reconstitution du type Trelleborg ; quatre l'ont précédée au Danemark : Trelleborg sur l'île de Seeland, Nonnebakken sur l'île de Fionie, Fyrkat dans le Jutland oriental et Aggersborg dans le Jutland du Nord. Le symbole de cette ville portuaire suédoise a été reconstruit exactement à l’emplacement où, en 1988, on a retrouvé ses vestiges. Dans le parc attenant au château, deux pierres runiques modernes ont été posées : le texte figurant sur le plus gros rocher est « Les traces dans la terre parlent à notre époque, et l'on a reconstruit le château auquel la ville doit son nom. »
En 2023, le fort est inscrit au patrimoine mondiale de l'UNESCO.

## Population
| 1960   | 1965   | 1970   | 1975   | 1980   |
| ------ | ------ | ------ | ------ | ------ |
| 19 066 | 21 791 | 24 096 | 22 559 | 22 221 |

| 1990   | 1995   | 2000   | 2005   | 2010   |
| ------ | ------ | ------ | ------ | ------ |
| 22 853 | 24 391 | 24 850 | 25 643 | 28 290 |

| 2023   | - | - | - | - |
| ------ | - | - | - | - |
| 31 366 | - | - | - | - |

## Curiosités touristiques

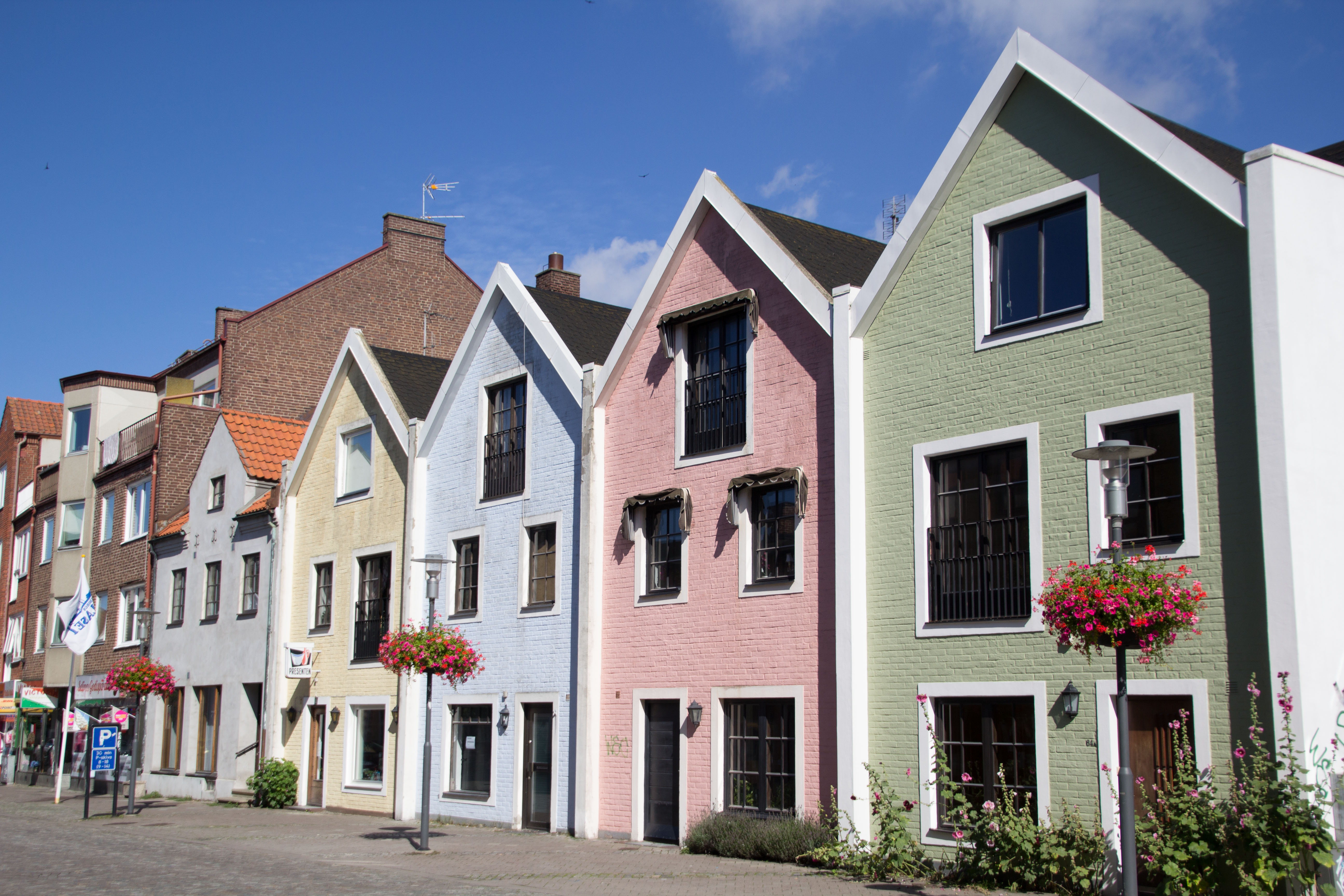
Maisons multicolores à Trelleborg

La ville est remarquable par l'architecture ancienne du centre-ville (Gamla Torg) et l'abbaye en ruines (Klostergränden). Non loin de Trelleborg, on peut voir le dolmen de Skegrie, vieux de plus de 5000 ans. Ce monument se dresse le long de la Route européenne 6 ; il est entouré de 18 menhirs.
L'église Saint-Nicolas ne remonte qu'au XIXe siècle, mais l'église d'origine était du XIIIe siècle. Le musée local est particulièrement consacré aux antiquités viking et à la préhistoire en Scandinavie. La galerie d'art Ebbes conserve des sculptures d’Axel Ebbe et accueille des expositions temporaires. Axel Ebbe est l'auteur de la statue d'une femme nue dominant le port depuis 1930. Le modèle de cette œuvre, intitulée Famntaget (« Le Câlin ») n'était autre que Birgit Holmquist, la grand-mère de l'actrice américaine  Uma Thurman et la mère du mannequin Nena von Schlebrügge .
L'aile est du cimetière municipal abrite les tombes de 103 victimes allemandes de la Seconde Guerre mondiale et de 10 soldats allemands de la Première Guerre mondiale.

## Économie

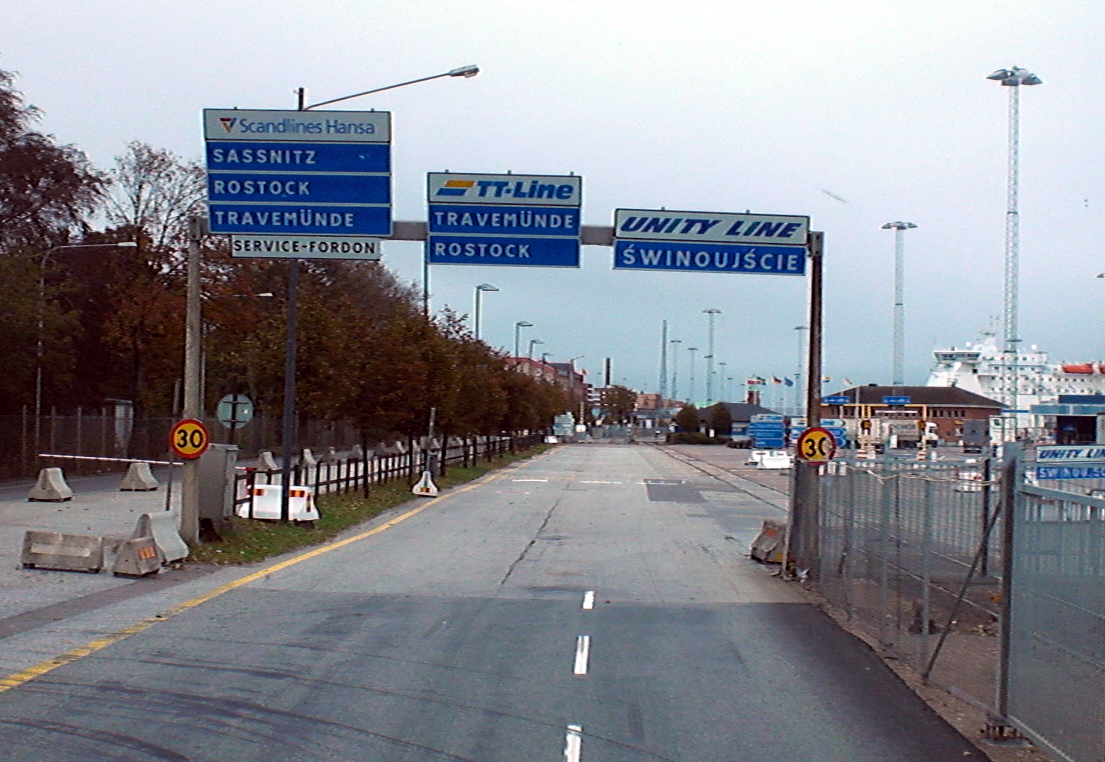
Entrée du port de Trelleborg (Travemündeallén).

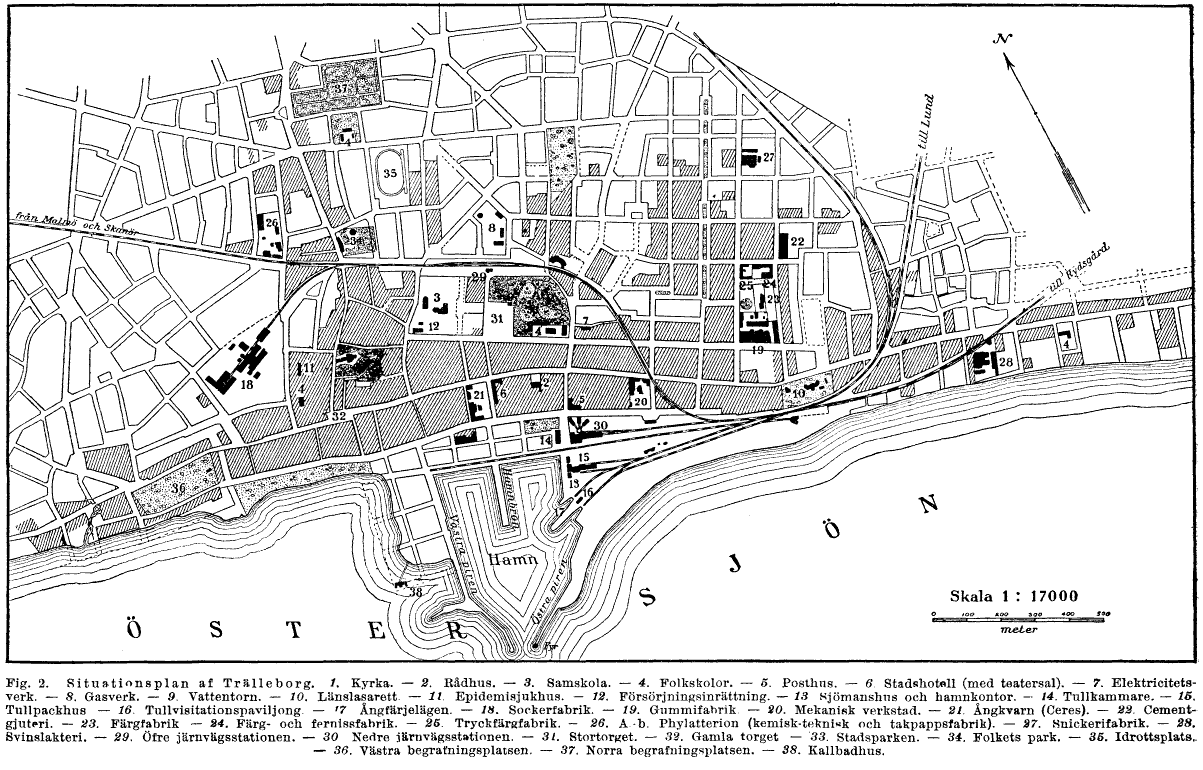
Carte de la ville vers 1930

La ville héberge le siège social du groupe industriel international de production de caoutchouc et polymères, Trelleborg AB, qui possède de nombreuses filiales et entreprises dans divers secteur de l'économie de la ville et de la région. Pratiquement toutes les activités du port sont contrôlées aujourd'hui par Trelleborgs Hamn AB, né en 1999 de la fusion de Trelleborg Terminal AB et de Trelleborgs hamn. Il est présent dans trois secteurs : transport maritime, emballage et immobilier. Il emploie 97 salariés et affiche un chiffre d'affaires de 150 millions de couronnes suédoises.

## Transports

### Transport routier
Trelleborg est l'extrémité sud de la route européenne 6 qui va au nord jusqu'à Kirkenes en Norvège.
L'E6 est une artère majeure pour l'expédition de marchandises vers la Suède, reliée à la route européenne 22 à Malmö et à la route européenne 4 à Helsingborg.
Trelleborg est aussi traversée par la route nationale 9.

### Transport maritime
Trelleborgs Hafen est l'un des plus grands ports à rouliers de Scandinavie. En 2014, il a transbordé 10,3 millions de tonnes de fret et 1,7 million de passagers. Trelleborg est le terminal de la Suède vers le continent européen avec 34 liaisons quotidiennes.

## Jumelages
| Ville | Ville           | Pays | Pays              |
| ----- | --------------- | ---- | ----------------- |
|       | Bitola          |      | Macédoine du Nord |
|       | Buckhaven (en)  |      | Royaume-Uni       |
|       | Hammerfest (en) |      | Norvège           |
|       | Holbæk          |      | Danemark          |
|       | Lübeck          |      | Allemagne         |
|       | Oulu            |      | Finlande          |
|       | Sassnitz        |      | Allemagne         |
|       | Stralsund       |      | Allemagne         |

## Natifs de Trelleborg
- Peter Hanson, golfeur
- Andreas Isaksson, footballeur
- Andreas Nilsson, Handballeur
- Kim Wall (journaliste)